# Nives Opačić
Nives Opačić (Vukovar, 1944.), hrvatska je jezikoslovka, znanstvenica, filologinja i književnica.

## Životopis
Nives Opačić rođena je 1944. godine u Vukovaru. Na Filozofskom fakultetu u Zagrebu diplomirala je 1968. godine. Jugoslavenske jezike i književnosti te Komparativnu književnost, a Češki jezik i književnost kao dopunu studija. 1973. godine magistrirala je na Filozofskom fakultetu u Zagrebu radom Red riječi u djelima suvremenih hrvatskih pisaca. Mentor joj je bio prof. dr. Ljudevit Jonke.
Od 1974. do 2004. godine predavala je Kulturu govorenja, čitanja i pisanja studentima kroatistike na Filozofskom fakultetu Sveučilišta u Zagrebu. Od 1972. do 1974. godine radila je kao ugovorni lektor hrvatskoga jezika na Filozofskom fakultetu Karlova sveučilišta u Pragu, a od 1979. do 1981. godine na Sveučilištu u Rimu. Drži radionice za prevoditelje raznih struka i profila (književne i stručne), a niz godina predavala je hrvatski kao drugi i strani jezik strancima (na Filozofskom fakultetu u Zagrebu i u inozemstvu). Kao jezična savjetnica i recenzentica surađuje s gotovo svim većim hrvatskim izdavačkim kućama (Školska knjiga, Profil, Ljevak, Alfa, Mozaik knjiga, Forum itd.). Kao popularizatorica hrvatskoga standardnog jezika već trideset godina drži predavanja o hrvatskom jeziku članovima stručnih aktiva profesora i učitelja hrvatskoga jezika diljem Hrvatske, gostuje u narodnim i gradskim knjižnicama, u ograncima Matice hrvatske – svuda gdje ima zainteresiranih za hrvatski jezik.
1972. godine osnovala je Društvo hrvatskih lektora (kojemu je u dva mandata bila i predsjednica). Znanstvene i stručne radove objavljuje u časopisima »Jezik«, »Filologija«, »Radovi Zavoda za slavensku filologiju«, »Rasprave Instituta za hrvatski jezik i jezikoslovlje «, u zbornicima Društva za primijenjenu lingvistiku i »Riječki filološki dani« itd. Četrdesetak jezičnih savjeta objavila je u »Vjesniku«, nekoliko stotina u obrazovnim emisijama Hrvatskoga radija i Hrvatske televizije (emisije Govorimo hrvatski, Jezikomjer, Hrvatski u zrcalu, Jezični petak, Navrh jezika, Trenutak spoznaje). Na Hrvatskom katoličkom radiju godinu dana bila je urednica dvaju ciklusa polusatnih emisija: jezične, Tu, pokraj nas, i emisije Poetski putopis s temama iz hrvatske književnosti.
Od 1999. godine piše u »Vijencu«, listu za kulturu Matice hrvatske (stalna jezikoslovna rubrika), a povremeno i u »Hrvatskoj reviji«. Suautorica je Matičine knjige Jezik na križu – Križ na jeziku (2005.). Od 2004. godine u listu »Novinar« ima stalnu jezičnu kolumnu Recite im ... (analiza novinarskih, voditeljskih i spikerskih pogrešaka u raznim medijima), a od 2010. također jezikoslovnu rubriku Ulicama lutam u »Glasu Trešnjevke«.
Sudjelovala je u lingvističkim projektima Zagrebački kontrastivni projekt engleskog i hrvatskog ili srpskog jezika (1974. – 1994.), voditelj akademik R. Filipović; Hrvatski za strance (2002-2006), voditelj prof. dr. sc. Ivo Pranjković; Hrvatski kao drugi i strani jezik (2002. – 2006.), voditeljica prof. dr. sc. Z. Jelaska. Trenutno je suradnica na projektu Suprotstavljanje globalizaciji jezika i kultura (od 2007. godine), voditeljica doc. dr. sc. B. Kryžan-Stanojević.
Od 2002. godine službeno je u mirovini, no znanstvenim radom bavi se i dalje. Piše knjige i članke o hrvatskom jeziku, predaje o hrvatskom jeziku po cijeloj Hrvatskoj, a po nekim njezinim tekstovima učenici jedne osnovne zagrebačke škole (na Žitnjaku) pripremili su sa svojom profesoricom (S. Čubrilo) igrokaz za Lidrano.
Udana je, majka dvojice odraslih sinova. Živi u Zagrebu.
Njezin cjelokupni rad (znanstveni i pedagoški) uvrstio ju je među najdosljednije promicatelje hrvatskoga jezika i kulture u Hrvatskoj i u velikom dijelu slavističkoga svijeta. Po jasnoći kojom govori i piše o hrvatskom jeziku prepoznata je i u široj javnosti, čime na najbolji način popularizira hrvatski jezik i čuva hrvatski nacionalni identitet.
Javlja se jezičnim savjetima u emisiji Hrvatskoga radija (Govorimo hrvatski), povremeno i u obrazovnim sadržajima Hrvatske televizije (emisije Trenutak spoznaje i Slova do krova), a od sezone 2010/2011. jednom tjedno jezičnom emisijom Ispeci, pa reci na Radio- Ogulinu.
Članica je Hrvatskoga filološkog društva, Matice hrvatske i Društva za promicanje orguljske glazbe »Franjo Dugan«.

## Autorske knjige
- Iza riječi (prtinom i cijelcem), Matica Hrvatska, 2005., (2. izd. 2006., 3. izd. 2010.[4])
- Jezikomjer. Vodič za izbjegavanje najčešćih pogrešaka u hrvatskom standardnom jeziku (suautorstvo s Jasminom Nikić-Ivanišević i Zoranom Zlatarom), knjiga + dva tonska CD-a, Croma CO., Stobreč, 2005. (2. izd. 2006.)
- Hrvatski u zagradama / Globalizacijske jezične stranputice, Hrvatska sveučilišna naklada, Zagreb, 2006.[5][6][7]
- Hrvatski jezični putokazi, Hrvatska sveučilišna naklada, Zagreb, 2007.
- Moja draga škola, Biblioteka Dveri riječi, Profil, Zagreb, 2009. (2. izd. 2010.)
- Riječi s nahtkasna i kantunala (preko noćnog ormarića), Profil, Zagreb, 2009.
- Reci mi to kratko i jasno (Hrvatski za normalne ljude), Novi Liber, Zagreb, 2009.[8] (2. proš. izd. Znanje, Zagreb, 2016.)
- Hrvatski ni u zagradama / Globalizacijska jezična teturanja, Hrvatska sveučilišna naklada, Zagreb, 2012., ISBN 978-953-169-250-2[9]
- Pod Velikim medvjedom: špartanje po sjevernoj hemisferi, Matica hrvatska, Zagreb, 2012.
- Novi jezični putokazi: hrvatski na raskrižjima, Hrvatska sveučilišna naklada, Zagreb, 2014.
- Malena mjesta srca moga, Alfa d.d., Zagreb, 2015.
- Osjenčane riječi, Matica hrvatska, Zagreb, 2017.
- Završne riječi, ipak, Matica hrvatska, Zagreb, 2020.

## Nagrade
- Godine 2010. dobila je Godišnju državnu nagradu za popularizaciju i promicanje znanosti za 2009., koju dodjeljuje Hrvatski sabor.[10]
- Na Sajmu knjiga u Puli (Sa(n)jam knjige) 2010. dobitnica je nagrade Kiklop za leksikografiju (za knjigu Reci mi to kratko i jasno – Hrvatski za normalne ljude)[11][12][13]
- 25. listopada 2011. godine dobila je priznanje za dugogodišnji rad na hrvatskom jeziku, što ga je te godine prvi put dodijelio Kršćanski akademski krug iz Zagreba.
- Nagrada Višnja Machiedo za 2020. godinu, knjiga Završne riječi, ipak